# 125th Street (IND/métro de New York)
Ne doit pas être confondu avec 125th Street (IRT/métro de New York).
Pour les articles homonymes, voir 125th Street.
125th Street est une station souterraine du métro de New York situé dans le quartier de Harlem, dans le nord de Manhattan. Elle est située sur une ligne (au sens de tronçon du réseau) principale, l'IND Eighth Avenue Line (métros bleus) issue du réseau de l'ancien Independent Subway System (IND) et est également desservie par deux services de l'IND Sixth Avenue Line (métros orange). Sur la base de la fréquentation, la station, qui dessert entre autres le Apollo Theater, figurait au 37e rang sur 421 en 2012.
Au total, quatre services y circulent :
- les métros A, D y transitent 24/7 ;
- les métros C y circulent tout le temps, sauf durant les late nights ;
- les métros B n'y circulent qu'en semaine.